# باشگاه فوتبال کاوالا
باشگاه فوتبال کاوالا یک باشگاه ورزشی یونانی است که در شهر بندری کاوالا در شمال یونان واقع شده‌است. این باشگاه که عمدتاً به خاطر تیم فوتبال خود شناخته می‌شود، در رشته‌های والیبال و دو و میدانی نیز فعالیت می‌کند و در سال ۱۹۶۵ تأسیس شده‌است.

## ورزشگاه
این تیم در استادیوم ۱۲۵۰۰ نفری آنتی کاراگیانی بازی خواهد کرد که نام آن به نام آنتی کاراگیانی برنده سه مدال نقره بازی‌های پارالمپیک تابستانی ۲۰۰۴، که اهل کاوالا است، گرفته شده‌است.

## بازیکنان شناخته شده
- اتریش دیدی کنستانتینی (۱۹۸۱–۱۹۸۲)
- یونان تئودوروس زاگوراکیس (۱۹۸۸–۱۹۹۲)
- لهستان Leszek Pisz (1997–2000)
- لهستان Igor Sypniewski (1997–1998)
- آلمان Marc Oechler (1999–2000)
- یونان دیمیتریس سالپینگیدیس (۲۰۰۰–۲۰۰۲)
- یونان فانیس کاتریاناکیس (۲۰۰۸–۲۰۱۱)
- فرانسه کامرون Charles Itandje (2009–2010)
- استرالیا زلجکو کالاک (۲۰۰۹–۲۰۱۰)
- یونان واسیلیس لاکیس (۲۰۰۹–۲۰۱۰)
- نیجریه ویلسون اوروما (۲۰۰۹–۲۰۱۰)
- مونته‌نگرو Savo Pavićević (۲۰۰۹–۲۰۱۰)
- لهستان اوزبیوش اسمولارک (۲۰۰۹–۲۰۱۰)
- استرالیا کریگ مور (۲۰۱۰)
- فرانسه ژان کلود دارشویل (۲۰۱۰–۲۰۱۱)
- بلغارستان Igor Tomašić (۲۰۱۰–۲۰۱۱)
- صربستان Nemanja Vučićević (۲۰۱۰–۲۰۱۱)
- لهستان Łukasz Mierzejewski (2011)
- آلمان Sebastian Tiszai (2013)
- آلمان پاتریک ابرت (2021- jetzt)

## مربی
- لهستان گژگوش لاتو (۱۹۹۷)
- آلمان راینر مورر (۲۰۰۸)
- یونان نیکوس آناسنتوپولوس (۲۰۰۸–۲۰۰۹)
- هلند آد د موس (۲۰۱۰)
- لهستان هنریک کاسپرچاک (۲۰۱۰–۲۰۱۱)
- آلمان  ایران الکساندر نوری (seit 2021)